# Work Experience

Work Experience est un court métrage réalisé par James Hendrie et sorti en 1989.
Il a remporté l'Oscar du meilleur court métrage en prises de vues réelles en 1990.

## Synopsis
Un jeune homme qui ne trouve pas de travail décide d'aller faire du shopping.

## Fiche technique
- Réalisation : James Hendrie
- Scénario : James Hendrie
- Production :  North Inch Production
- Musique : Simon Brint
- Montage : Annabel Ware
- Durée : 11 minutes

## Distribution
- Lenny Henry : Terence Welles
- Kathy Burke : Sally
- Neil Pearson : Greg
- Shelagh Fraser : Lost shopper
- Neil McCaul : Father